# Neuville-lez-Beaulieu

Neuville-lez-Beaulieu este o comună în departamentul Ardennes din nordul Franței. În 1 ianuarie 2022 avea o populație de 327 de locuitori.